# Сапрыкин, Валентин Филиппович
Валентин Филиппович Сапрыкин (3 января 1906, Хашури — 4 августа 1976) — советский военачальник, генерал-майор авиации, командир 227-й, 4-й гвардейской, 1-й гвардейской и 2-й гвардейской штурмовых авиационных дивизии.

## Биография
Родился 3 января 1906 года на станции Хашури Закавказской железной дороги. В РККА с 18 сентября 1928 года. До службы в армии работал слесарем в депо на станции Новочеркасск. 
Окончил Ленинградскую окружную школу пилотов в г. Красногвардейск (1931), курсы усовершенствования штурманов авиаполков при Военной академии командного и штурманского состава ВВС Красной армии (1941), курсы усовершенствования командиров и начальников штабов авиадивизий при этой же академии (1946), авиационный факультет Высшей военной академии им. К. Е. Ворошилова (1951).
1 апреля 1941 года майор Сапрыкин назначен командиром формирующегося 184-го истребительного авиаполка в Мачулищах под Минском в составе 59-й истребительной авиационной дивизии.
С первых дней войны полк под командованием майора Сапрыкина участвовал в боевых действиях в Белоруссии и составе 11-й смешанной авиационной дивизии участвовал обороне Смоленска. Лётчики полка выполняли боевые вылеты на разведку, сопровождение штурмовиков и бомбардировщиков, на штурмовку войск противника, на прикрытие наземных войск Брянского фронта и в 60 воздушных боях сбили 26 самолётов противника. В том числе, командир полка выполнил 13 боевых вылетов и участвовал в 3 воздушных боях и «за образцовое выполнение заданий командования» награждён орденом Ленина.
Майор Сапрыкин командовал 184-м истребительным авиаполком во время проведения Орловско-Брянской и Тульской операций и всего за время командования полком совершил 30 боевых вылетов. В мае 1942 года полк был расформирован.
В апреле 1943 года подполковник Сапрыкин назначен заместителем командира 291-й штурмовой авиационной дивизии. В июле-августе 1943 года полковник Сапрыкин руководил частями дивизии во время во время Курской битвы и Белгородско-Харьковской операции, совершил 1 боевой вылет и «за отличное руководство боевой работой частей дивизии по разгрому группировки противника на Белгородско-Курском направлении» награждён орденом Красного Знамени.
Осенью 1943 года — зимой 1944 года полковник Сапрыкин участвовал в Киевской наступательной операции и Корсунь-Шевченковской операции и «за отличное руководство боевой работой частей по разгрому фашистских войск и за личные боевые подвиги» награждён орденом Отечественной войны II степени.
В апреле-мае 1944 года полковник Сапрыкин командовал 227-й штурмовой авиационной дивизией.
В мае 1944 года полковник Сапрыкин назначен командиром 4-й гвардейской штурмовой авиационной дивизии. Руководил действиями дивизии во время Львовско-Сандомирской операции и лично выполнил 3 боевых вылета на штурмовку войск противника и «за отличное руководство боевой работой частей по разгрому немецких войск и за личные боевые качества» награждён вторым орденом Красного Знамени.
На заключительном этапе войны гвардии полковник Сапрыкин командовал 4-й гвардейской штурмовой авиационной Киевской Краснознаменной дивизией во время проведения Будапештской, Венской, Братиславско-Брновской и Пражской операций 2-го Украинского фронта и за отличие награждён орденом Хмельницкого II степени.
В мае 1945 года полковник Сапрыкин «за умелое полководческое искусство и самоотверженность в работе, за произведенные личные 59 боевых вылетов, за настойчивость и упорство в уничтожении живой силы и техники противника, за произведенные успешные 8412 боевых вылетов частями дивизии» представлялся к званию Героя Советского Союза. Представление не было реализовано и приказом ВВС Красной Армии он был награждён орденом Кутузова III степени.
После окончания войны гвардии полковник Сапрыкин продолжал командовать 4-й гвардейской штурмовой авиационной дивизией в составе ВВС Одесского военного округа. В мае 1946 года назначен командиром 1-й гвардейской штурмовой авиационной дивизии. В ноябре 1947 — декабре 1949 года командовал 2-й гвардейской штурмовой авиационной дивизией в составе Группы советских оккупационных войск в Германии. 11 мая 1949 года присвоено звание генерал-майора авиации.
За выслугу лет награждён третьим орденом Красного Знамени и орденом Ленина.
27 января 1954 года уволен в запас